# Persone di cognome Ricci
| Questa pagina contiene informazioni ricavate automaticamente dalle voci biografiche con l'ausilio del template Bio e di un bot. L'aggiornamento è periodico e automatico e ricostruisce completamente la pagina. Se manca una persona in questa lista, sei pregato di non aggiungerla, ma accertati piuttosto che la sua voce biografica contenga il template Bio e che i dati anagrafici siano correttamente compilati. Se il template Bio manca, inseriscilo tu stesso o, in alternativa, metti l'avviso {{tmp\|Bio}} che ne segnala la mancanza. Se i dati riportati sono sbagliati, correggi direttamente la voce biografica; le modifiche saranno visibili in questa lista entro pochi giorni. Per chiarimenti vedi il progetto antroponimi. La lista contiene solo le 143 persone che sono citate nell'enciclopedia e per le quali è stato implementato correttamente il template Bio. Pagina aggiornata al 7 ago 2025. |

Questa è una lista di persone presenti nell'enciclopedia che hanno il cognome Ricci, suddivise per attività principale.

## Allenatori di calcio a 5(1)
- Antonio Ricci, allenatore di calcio a 5 italiano (Latina, n. 1966)

## Archeologi(1)
- Corrado Ricci, archeologo e storico dell'arte italiano (Ravenna, n. 1858 - Roma, † 1934)

## Architetti(1)
- Leonardo Ricci, architetto italiano (Roma, n. 1918 - Venezia, † 1994)

## Arcivescovi cattolici(2)
- Giuliano Ricci, arcivescovo cattolico italiano (n. 1389 - † 1461)
- Pietro Ricci, arcivescovo cattolico italiano (Firenze - † 1417)

## Armonicisti(1)
- Jason Ricci, armonicista e cantante statunitense (Portland, n. 1974)

## Atleti paralimpici(2)
- Lorenzo Ricci, ex atleta paralimpico italiano (Sarzana, n. 1971)
- Stanislav Ricci, atleta paralimpico italiano (Meždurečensk, n. 1983)

## Attori(3)
- Davide Ricci, attore e ex modello italiano (La Spezia, n. 1977)
- Paolo Ricci, attore italiano (Pistoia, n. 1972)
- Renzo Ricci, attore e regista teatrale italiano (Firenze, n. 1899 - Milano, † 1978)

## Attrici(6)
- Barbara Ricci, attrice italiana (Roma, n. 1971)
- Chiara Ricci, attrice, conduttrice televisiva e ex modella italiana (Roma, n. 1977)
- Christina Ricci, attrice statunitense (Santa Monica, n. 1980)
- Nora Ricci, attrice italiana (Viareggio, n. 1924 - Roma, † 1976)
- Italia Ricci, attrice canadese (Richmond Hill, n. 1986)
- Sara Ricci, attrice italiana (Roma, n. 1968)

## Autori televisivi(1)
- Antonio Ricci, autore televisivo italiano (Albenga, n. 1950)

## Avvocati(1)
- Raimondo Ricci, avvocato, politico e partigiano italiano (Roma, n. 1921 - Genova, † 2013)

## Banchieri(1)
- Francesco Giovanni Ricci, banchiere e politico italiano (Genova, n. 1789 - Genova, † 1856)

## Baritoni(1)
- Fausto Ricci, baritono italiano (Viterbo, n. 1892 - Viterbo, † 1964)

## Calciatori(15)
- Bruno Ricci, calciatore italiano (Firenze, n. 1910)
- Carlo Ricci, calciatore italiano
- Federico Ricci, calciatore italiano (Roma, n. 1994)
- Giacomo Ricci, calciatore italiano (Livorno, n. 1996)
- Gianluca Ricci, ex calciatore italiano (Ravenna, n. 1968)
- Italo Ricci, calciatore italiano (Genova, n. 1898 - Genova, † 1984)
- Luca Ricci, calciatore italiano (Bibbiena, n. 1989)
- Matteo Ricci, calciatore italiano (Roma, n. 1994)
- Orlando Ricci, calciatore italiano (Massa, n. 1910)
- Otello Ricci, calciatore e allenatore di calcio italiano (Roma, n. 1916)
- Piero Ricci, calciatore italiano (Cesena, n. 1922 - † 2020)
- Piero Ricci, calciatore italiano (Vigevano, n. 1923 - Vigevano, † 1982)
- Samuele Ricci, calciatore italiano (Pontedera, n. 2001)
- Secondo Ricci, calciatore italiano (Bagnacavallo, n. 1913 - Bagnacavallo, † 1984)
- Stefano Ricci, ex calciatore italiano (Desio, n. 1974)

## Cardinali(3)
- Francesco Ricci, cardinale italiano (Roma, n. 1679 - Roma, † 1755)
- Giovanni Ricci, cardinale italiano (Chiusi, n. 1497 - Roma, † 1574)
- Michelangelo Ricci, cardinale e matematico italiano (Roma, n. 1619 - Roma, † 1682)

## Cestisti(5)
- Leo Ricci, ex cestista argentino (Buenos Aires, n. 1979)
- Antonello Ricci, cestista italiano (Vasto, n. 1992)
- Giampaolo Ricci, cestista italiano (Chieti, n. 1991)
- Marco Ricci, cestista italiano (Roma, n. 1960 - Ferrara, † 2024)
- Philip Ricci, ex cestista e allenatore di pallacanestro statunitense (Sacramento, n. 1980)

## Ciclisti su strada(1)
- Mario Ricci, ciclista su strada italiano (Padova, n. 1914 - Como, † 2005)

## Compositori(2)
- Federico Ricci, compositore italiano (Napoli, n. 1809 - Conegliano, † 1877)
- Luigi Ricci, compositore italiano (Napoli, n. 1805 - Praga, † 1859)

## Diplomatici(1)
- Alberto Ricci, diplomatico e politico italiano (Genova, n. 1808 - Nizza, † 1876)

## Direttori d'orchestra(1)
- Luigi Ricci, direttore d'orchestra e arrangiatore italiano (Rocca di Papa, n. 1893 - Rocca di Papa, † 1981)

## Doppiatori(1)
- Alessandro Ricci, doppiatore, direttore del doppiaggio e conduttore televisivo italiano (Roma, n. 1963)

## Economisti(3)
- Francesco Ricci, economista e matematico italiano (Palermo)
- Lodovico Ricci, economista, politico e storico italiano (Castagneto, n. 1742 - Modena, † 1799)
- Umberto Ricci, economista e statistico italiano (Chieti, n. 1879 - Il Cairo, † 1946)

## Filologi(1)
- Pier Giorgio Ricci, filologo e critico letterario italiano (Firenze, n. 1912 - Firenze, † 1976)

## Francescani(1)
- Camillo Renato, francescano italiano (Sicilia, n. 1500 - Caspano, † 1575)

## Fumettisti(1)
- Angelo Maria Ricci, fumettista e illustratore italiano (Rieti, n. 1946 - Grottammare, † 2025)

## Funzionari(2)
- Cristoforo Ricci, funzionario e politico italiano (Circello, n. 1921 - Telese Terme, † 1983)
- Umberto Ricci, funzionario e politico italiano (Capurso, n. 1878 - Roma, † 1957)

## Generali(1)
- Corrado Ricci, generale e aviatore italiano (Borgo San Lorenzo, n. 1912 - † 1995)

## Geografi(1)
- Leonardo Ricci, geografo italiano (Milano, n. 1877 - Mantova, † 1967)

## Gesuiti(2)
- Lorenzo Ricci, gesuita e teologo italiano (Firenze, n. 1703 - Roma, † 1775)
- Matteo Ricci, gesuita, matematico e cartografo italiano (Macerata, n. 1552 - Pechino, † 1610)

## Giocatori di football americano(1)
- Giovanni Ricci, giocatore di football americano statunitense (Loveland, n. 1996)

## Giornalisti(3)
- Dario Ricci, giornalista italiano (Roma, n. 1973)
- Emiliano Ricci, giornalista, divulgatore scientifico e scrittore italiano (Firenze, n. 1964)
- Ugo Ricci, giornalista e scrittore italiano (Napoli, n. 1875 - Napoli, † 1940)

## Ingegneri(1)
- Vincenzo Ricci, ingegnere e politico italiano (Berlino, n. 1851 - Torino, † 1912)

## Matematici(2)
- Giovanni Ricci, matematico italiano (Firenze, n. 1904 - Milano, † 1973)
- Ostilio Ricci, matematico italiano (Fermo, n. 1540 - Firenze, † 1603)

## Medici(1)
- Alessandro Ricci, medico, disegnatore e esploratore italiano (Siena, n. 1792 - Firenze, † 1834)

## Militari(5)
- Enrico Ricci, militare e politico italiano (Roma, n. 1891 - Forte Capuzzo, † 1940)
- Giovanni Ricci, militare e politico italiano (Genova, n. 1813 - Oviglio, † 1892)
- Giuseppe Ricci, militare e politico italiano (Genova, n. 1811 - Genova, † 1881)
- Mario Ricci, militare italiano (Cortona, n. 1914 - Pont de Molins, † 1939)
- Rolando Ricci, militare e aviatore italiano (Rivarolo Ligure, n. 1913 - Milano, † 1962)

## Missionari(1)
- Giovanni Ricci, missionario italiano (n. 1875 - † 1941)

## Musicisti(3)
- Frank Ricci, musicista italiano (Corridonia, n. 1985)
- Stefano Ricci, musicista italiano (Fusignano, n. 1968)
- Tiziano Ricci, musicista, bassista e violoncellista italiano (Verona, n. 1956)

## Musicologi(1)
- Franco Carlo Ricci, musicologo italiano (Vittorito, n. 1937)

## Numismatici(1)
- Serafino Ricci, numismatico e museologo italiano (n. 1867 - Malnate, † 1943)

## Pallavoliste(1)
- Maria Irene Ricci, pallavolista italiana (Roma, n. 1996)

## Pallavolisti(2)
- Daniele Ricci, ex pallavolista e allenatore di pallavolo italiano (Ravenna, n. 1950)
- Fabio Ricci, pallavolista italiano (Faenza, n. 1994)

## Partigiani(4)
- Delio Ricci, partigiano italiano (Montefiascone, n. 1925 - Manciano, † 1944)
- Mario Ricci, partigiano e politico italiano (Pavullo nel Frignano, n. 1908 - Pavullo nel Frignano, † 1989)
- Ugo Ricci, partigiano italiano (Genova, n. 1913 - Lenno, † 1944)
- Umberto Ricci, partigiano italiano (Massa Lombarda, n. 1923 - Ravenna, † 1944)

## Piloti automobilistici(1)
- Giacomo Ricci, pilota automobilistico italiano (Milano, n. 1985)

## Piloti motociclistici(1)
- Fausto Ricci, pilota motociclistico italiano (Ravenna, n. 1961)

## Pittori(10)
- Alfredo Ricci, pittore e illustratore italiano (Roma, n. 1864 - Roma, † 1889)
- Dante Ricci, pittore e incisore italiano (Serra San Quirico, n. 1879 - Roma, † 1957)
- Giovanni Battista Ricci, pittore italiano (Novara - Roma, † 1627)
- Giuseppe Ricci, pittore italiano (Genova, n. 1853 - Torino, † 1901)
- Luigi Ricci, pittore, scenografo e fotografo italiano (Ravenna, n. 1823 - Ravenna, † 1896)
- Marco Ricci, pittore italiano (Belluno, n. 1676 - Venezia, † 1730)
- Marco Ricci, pittore e incisore italiano (Roma, n. 1938 - Roma, † 1995)
- Nino Ricci, pittore e incisore italiano (Macerata, n. 1930 - Macerata, † 2022)
- Paolo Ricci, pittore, politico e giornalista italiano (Barletta, n. 1908 - Napoli, † 1986)
- Sebastiano Ricci, pittore italiano (Belluno, n. 1659 - Venezia, † 1734)

## Poeti(3)
- Angelo Maria Ricci, poeta italiano (Mopolino, n. 1776 - Rieti, † 1850)
- Antonio Ricci, poeta e scrittore italiano (Guardiagrele, n. 1952 - Roma, † 1987)
- Emilio Ricci, poeta italiano (Torremaggiore, n. 1891 - Doberdò del Lago, † 1915)

## Politici(12)
- Federico Ricci, politico italiano (Genova, n. 1876 - Genova, † 1963)
- Agostino Ricci, politico e militare italiano (Savona, n. 1832 - Torino, † 1896)
- Alfredo Ricci, politico e avvocato italiano (Cassino, n. 1980)
- Andrea Ricci, politico italiano (Senigallia, n. 1965)
- Francesco Ricci, politico e medico italiano (Pescara, n. 1959)
- Giuseppe Ricci, politico e partigiano italiano (Montelabbate, n. 1890 - Cattolica, † 1972)
- Mario Ricci, politico italiano (Massa, n. 1943)
- Matteo Ricci, politico italiano (Pesaro, n. 1974)
- Mosè Ricci, politico italiano (Casoli, n. 1884 - L'Aquila, † 1952)
- Paolo Ricci, politico italiano (Arezzo, n. 1940)
- Renato Ricci, politico e generale italiano (Carrara, n. 1896 - Roma, † 1956)
- Vincenzo Ricci, politico e magistrato italiano (Genova, n. 1804 - Genova, † 1868)

## Poliziotti(1)
- Domenico Ricci, carabiniere italiano (Staffolo, n. 1934 - Roma, † 1978)

## Presbiteri(3)
- Francesco Ricci, presbitero italiano (Faenza, n. 1930 - Forlì, † 1991)
- Francesco Pasquale Ricci, presbitero, compositore e violinista italiano (Como, n. 1732 - Loveno, † 1817)
- Ivano Ricci, presbitero, storico e poeta italiano (Caprese Michelangelo, n. 1885 - Caprese Michelangelo, † 1966)

## Registi(3)
- Luciano Ricci, regista italiano (Santa Vittoria in Matenano, n. 1928 - Samoa, † 1973)
- Michelangelo Ricci, regista, poeta e drammaturgo italiano (La Spezia, n. 1966)
- Tonino Ricci, regista italiano (Roma, n. 1927 - Roma, † 2014)

## Registi teatrali(1)
- Luca Ricci, regista teatrale, drammaturgo e direttore artistico italiano (Pieve Santo Stefano, n. 1975)

## Religiose(1)
- Caterina de' Ricci, religiosa italiana (Firenze, n. 1522 - Prato, † 1590)

## Sceneggiatrici(1)
- Maria Teresa Ricci, sceneggiatrice e regista italiana (Roma, n. 1912 - Roma, † 1969)

## Scenografi(1)
- Luigi Ricci, scenografo italiano

## Scrittori(4)
- Aldo Giovanni Ricci, scrittore, storico e pubblicista italiano (Novara, n. 1943)
- Luca Ricci, scrittore italiano (Pisa, n. 1974)
- Nino Ricci, scrittore canadese (Leamington, n. 1959)
- Berto Ricci, scrittore, poeta e giornalista italiano (Firenze, n. 1905 - Bir Gandula, † 1941)

## Scultori(1)
- Stefano Ricci, scultore italiano (Firenze, n. 1765 - Firenze, † 1837)

## Sociologi(1)
- Aldo Ricci, sociologo, scrittore e pubblicista italiano (Firenze, n. 1943)

## Soprani(1)
- Lella Ricci, soprano italiano (Trieste, n. 1850 - Praga, † 1871)

## Stiliste(1)
- Nina Ricci, stilista italiana (Torino, n. 1883 - Parigi, † 1970)

## Storici(2)
- Saverio Ricci, storico e saggista italiano (Avellino, n. 1960)
- Teresio Ricci, storico, poeta e partigiano italiano (Predosa, n. 1919 - Predosa, † 2001)

## Telecronisti sportivi(1)
- Cino Ricci, telecronista sportivo e ex velista italiano (Rimini, n. 1934)

## Velocisti(1)
- Marco Ricci, velocista italiano (Velletri, n. 2001)

## Vescovi cattolici(3)
- Arcasio Ricci, vescovo cattolico e giurista italiano (Pescia, n. 1570 - Gravina, † 1636)
- Edoardo Ricci, vescovo cattolico italiano (Sesta Godano, n. 1928 - La Spezia, † 2008)
- Scipione de' Ricci, vescovo cattolico italiano (Firenze, n. 1741 - Rignana, † 1810)

## Violinisti(1)
- Ruggiero Ricci, violinista statunitense (San Francisco, n. 1918 - Palm Springs, † 2012)

## Senza attività specificata(1)
- Franco Maria Ricci, grafico, editore e designer italiano (Parma, n. 1937 - Fontanellato, † 2020)